# Hemo the Magnificent
Hemo the Magnificent és un llargmetratge d'animació educatiu americà rodat per a la televisió per Frank Capra i William T. Hurtz i difós el 1957.

## Argument
Gràcies a Hemo - un personatge musculat i transparent - i als seus amics els animals, el doctor Frank Baxter i Richard Carlson, als seus propis papers, intenten respondre a diverses preguntes sobre les característiques i la funció de la sang (Hemo = hemoglobina) a l'organisme humà, com «per què la sang és vermella ? », etc.
Animacions il·lustren així el funcionament del cor, dels pulmons, de l'aparell circulatori.

## Comentari
En els anys cinquanta la carrera de Frank Capra comença a volar i, després de dos fracassos punyents, roda Wonders of Life, una sèrie de telefilms educatius patrocinats per la Bell Telephone Company i comprenent Our Mr. Sun, Hemo the Magnificent, The Strange Case Of The Cosmic Rays i The Unchained Goddess.
Aquestes pel·lícules van ser projectades sovint en un marc escolar i Hemo va impressionar els joves espectadors de llavors, poc acostumats a un ús massiu del color a la televisió, aquí molt particularment el vermell.
Avui la pel·lícula ha caducat, i les gràcies metafòriques de l'escenificació que acompanyen les explicacions científiques relativament àrdues poden desconcertar.

## Repartiment (veu)
- Dr. Frank Baxter .... el savi
- Richard Carlson .... el novel·lista
- June Foray.... el cérvol
- Marvin Miller.... Hemo
- Esterlí Holloway.... un ajudant del laboratori

## Premis
- Per al seu treball en aquesta pel·lícula, Harold E. Wellman va obtenir un Premi Emmy el 1958 ("Best Cinematography for Television")